# Dreams After Death
A Dreams After Death magyar egyszemélyes funeral doom/gothic metal projekt. 2010-ben alapította Illés András.

## Tagok
- Illés András - ének, összes hangszer

## Diszkográfia
- 2010 – Genesis (demo)
- 2011 – Embraced by the Light (stúdióalbum)
- 2013 – Fading Chains (stúdióalbum)
- 2013 – Nagaarum/Dreams After Death: Kuiper (split album)